# 吉田俊太郎
吉田 俊太郎（よしだ しゅんたろう、嘉永2年（1849年） - ?）は、丹波国篠山出身の新選組隊士。

## 概要
慶応3年（1867年）、新選組に入隊。局長近藤勇の側近を務める。
戊辰戦争が起こり、近藤勇が新政府軍へ出頭すると、山口二郎（斎藤一）らと共に会津戦争に参戦し、如来堂の戦いで離散。久米部正親らと共に敗走を続け、明治元年（1868年）10月、銚子で新政府軍に降伏した。